# VirtNet Runner - Il programma
VirtNet Runner - Il programma (The Rule of Thoughts) è un romanzo fantascientifico per ragazzi del 2014 dello scrittore statunitense James Dashner, secondo capitolo della serie The Mortality Doctrine, formata da tre romanzi. La storia è ambientata in un mondo di tecnologia ultra-avanzata, cyberterrorismo e giochi virtuali.

## Personaggi
- Michael: protagonista del libro, il "giocatore" e hacker del VirtNet.
- Sarah: amica di Michael e hacker del VirtNet.
- Bryson: amico di Michael e hacker del VirtNet.
- Kaine: principale antagonista. Anche se inizialmente i protagonisti credono che si tratti di un altro giocatore, un programmatore con doti straordinarie, in seguito si rivelerà essere un Tangente le cui intenzioni sono quelle di diventare umano.

## Sequel e prequel
Esiste un seguito: VirtNet Runner - Il Gioco della Vita (The Game of Lives), pubblicato il 25 agosto 2015, e uscito nel maggio 2016 in Italia per Fanucci.
Esiste anche un piccolo prequel (disponibile solo in e-book e della lunghezza di 52 pagine, per ora solo in lingua originale) dal titolo Gunner Skale, pubblicato il 1º gennaio 2014.

## Edizioni
- James Dashner, The Eye of Minds (The Mortality Doctrine), 2013
- James Dashner, VirtNet Runner - Il programma, Narrativa, Fanucci Editore, 2015